# Instabilità di Rayleigh-Plateau
L’instabilità di Rayleigh - Plateau, a volte chiamata anche instabilità capillare, è un'instabilità fluidodinamica dovuta all'azione della tensione superficiale, che tende a destabilizzare un sistema fluido per crearne uno con lo stesso volume ma minore superficie. 
Un esempio classico di instabilità capillare è dato dalla rottura di un getto di forma cilindrica in piccole gocce; è quello che accade quando un piccolo getto d'acqua esce da un rubinetto: inizialmente il getto è cilindrico, ma ad un certo punto si rompe formando delle gocce che cadono. 

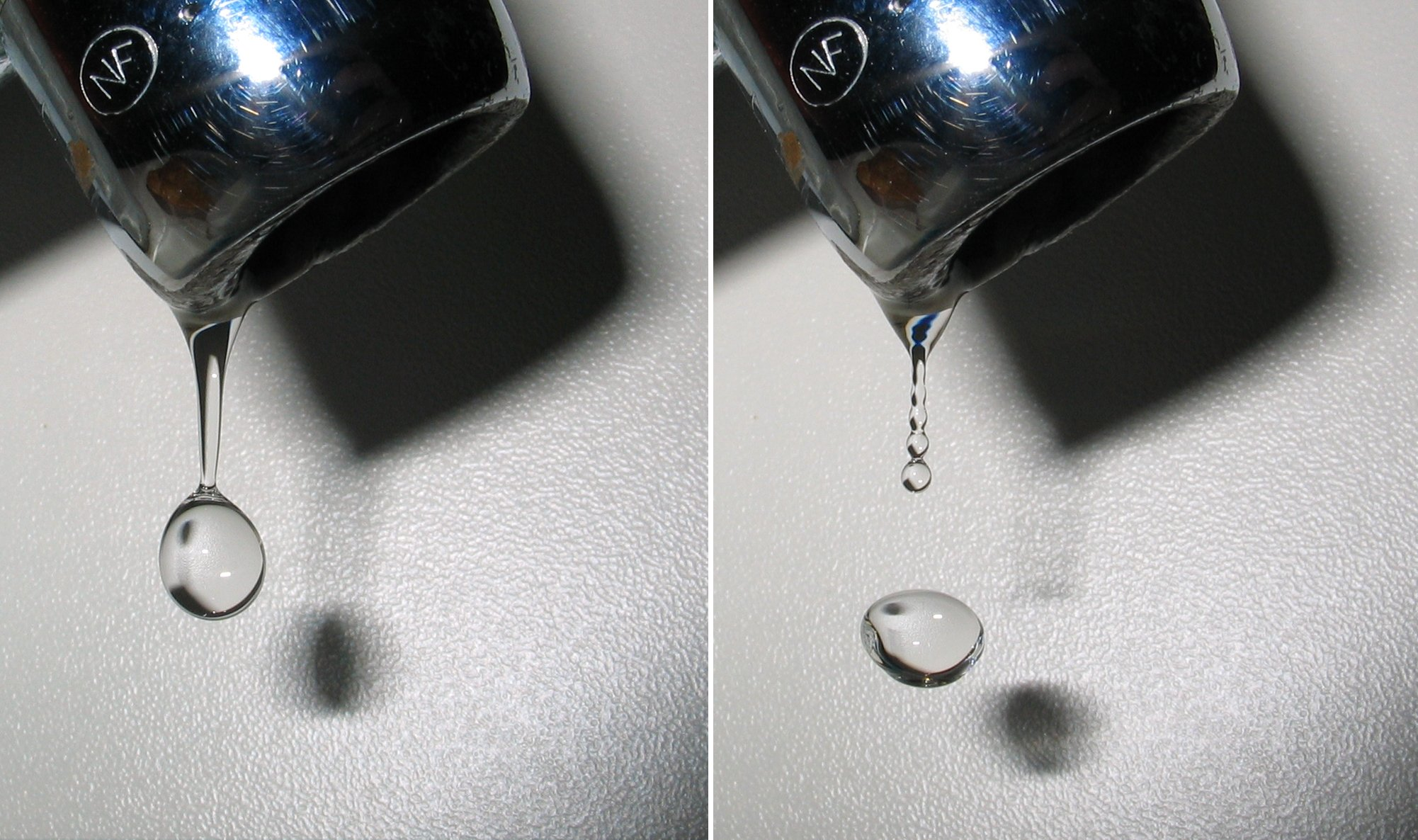
Rottura del getto e formazione di una goccia

## I primi studi di Plateau
I primi studi su questo tipo di instabilità sono stati effettuati da Joseph Plateau, che si interessò alla stabilità di un cilindro liquido infinitamente lungo ed senza nessun'altra sostanza che lo circondasse.
Nel 1873, Plateau scoprì sperimentalmente che un getto d'acqua in caduta verticale si divide in gocce se soggetto ad una perturbazione con lunghezza d'onda maggiore di un valore compreso tra 3,13 e 3,18 volte il suo diametro, e notò che questo numero fosse nell'intorno di Pi greco.
Nell'analisi di Plateau, il liquido è considerato incompressibile e privo di viscosità, e sia le forze d'inerzia sia le forze di volume (come la gravità) sono trascurate. Plateau dimostrò che tale cilindro era instabile rispetto a qualsiasi perturbazione di forma armonica la cui lunghezza d'onda fosse superiore alla circonferenza del getto.

## L'analisi di Rayleigh per un liquido non viscoso
Lord Rayleigh riprese e migliorò l'analisi di Plateau, riuscendo a trovare la perturbazione di massima instabilità.
Mantenendo le ipotesi introdotte da Plateau, Rayleigh considerò il getto in un sistema di riferimento solidale alla velocità stessa del getto (che, in assenza di forze esterne, è costante o nulla). La pressione all'interno del getto, in assenza di gravità, è costante ed è dovuta al solo effetto della tensione superficiale. 
Lo stato di base del sistema è perciò caratterizzato da:
- {\displaystyle {\vec {V}}=0}
- {\displaystyle P={\dfrac {T}{R}}.}

Dove T è la tensione superficiale e R il raggio del cilindro. 
Vengono ora introdotte una piccola perturbazione della velocità, indicata con {\displaystyle \delta {\vec {v}}}, e della pressione, indicata con {\displaystyle \delta p\,\!}, tali per cui: 

{\displaystyle \delta {\vec {v}}=v(r)e^{i(kz-\omega t-m\theta )}} 

{\displaystyle \delta p=p(r)e^{i(kz-\omega t-m\theta )}\,\!} 
 

Il sistema è governato dalle equazioni di Navier Stokes, che linearizzate intorno alle piccole perturbazione sono: 
- {\displaystyle \nabla \cdot \delta {\vec {v}}=0}
- {\displaystyle \rho {\frac {\partial \delta {\vec {v}}}{\partial t}}=-\nabla \delta p.}

È possibile combinare le due equazioni in un'unica, che ha la forma di un'equazione di Laplace
{\displaystyle \nabla ^{2}\delta p=0.} 

La soluzione di questa equazione, in geometria cilindrica, si esprime tramite le funzioni di Bessel modificate {\displaystyle I} e {\displaystyle K}. Ovviamente, visto che la funzione {\displaystyle K} diverge per {\displaystyle r=0}, solo la funzione {\displaystyle I} può essere soluzione di tale problema. Si ha perciò che: {\displaystyle p(r)=AI_{m}(kr)}, dove A è una costante indeterminata. L'espressione della perturbazione radiale v in funzione di p è ottenuta facilmente dall'equazione di Navier Stokes in direzione radiale, e vale: 

{\displaystyle v={\frac {1}{\rho i\omega }}{\frac {dp}{dr}}={\frac {kA}{\rho i\omega }}I_{m}^{'}(kr).}
Per proseguire l'analisi, Rayliegh mise in evidenza due condizioni limite che permettono di ottenere due relazioni tra le variabili.
La prima traduce il fatto che la superficie di separazione tra liquido e ambiente esterno è una superficie materiale, e perciò che la sua velocità e uguale alla velocità delle particelle che, istantaneamente, la compongono. Indicata con {\displaystyle F(z,\theta ,t)} l'equazione di tale superficie una volta perturbata, per cui {\displaystyle F=R+fe^{i(kz-\omega t-m\theta )}\,\!}, la condizione limite si traduce matematicamente nell'espressione {\displaystyle {\frac {dF}{dt}}=\delta v}.
Una volta sostituite le espressioni di F e v, la prima relazione è: 
{\displaystyle f={\frac {Ak}{\rho \omega ^{2}}}I_{m}^{'}(kr).}
La seconda condizione limite utilizzata da Rayleigh è data dal fatto che, all'interfaccia liquido ambiente esterno, le perturbazioni di pressione sono causate dalla deformazione della superficie stessa, vale a dire: 
{\displaystyle \delta p=T\nabla \cdot {\vec {n}}}, dove {\displaystyle {\vec {n}}} è il vettore normale unitario esterno alla superficie, pari a {\displaystyle {\vec {n}}={\dfrac {\nabla F}{\|\nabla F\|}}}, la cui divergenza rappresenta la curvatura della superficie. Questa seconda condizione porta alla relazione: 

{\displaystyle \delta p=T\left({\frac {1}{r}}+{\frac {1}{r^{2}}}{\frac {\partial ^{2}F}{\partial \theta ^{2}}}+{\frac {\partial ^{2}F}{\partial z^{2}}}\right)_{R+fe^{i(kz-\omega t-m\theta )}}.}
Sostituendo i valori noti di {\displaystyle \delta p} e f, Rayleigh ottenne la relazione finale che lega le variabili in gioco. Introducendo il numero d'onda dimensionale {\displaystyle x=kR}, tale relazione si può scrivere:  
{\displaystyle \omega ^{2}={\frac {T}{\rho R^{3}}}{\frac {xI_{m}^{'}(x)}{I_{m}(x)}}\left(1-m^{2}-x^{2}\right)}
Questa equazione rappresenta la relazione di dispersione che lega il tasso di crescita ω al numero d'onda x, in funzione degli altri parametri del sistema. 
- se {\displaystyle m\neq 0}, {\displaystyle \omega ^{2}<0} e pertanto il getto è stabile per qualsiasi tipo di perturbazione non assial-simmetrica.
- se {\displaystyle m=0} (perturbazione assial-simmetrica), il getto è stabile se e solo se x > 1, ed è instabile se x < 1

Quest'ultimo risultato è esattamente quello di Plateau. 
Se la funzione {\displaystyle \omega ^{2}(x)} è studiata, nel caso m = 0, si può facilmente dimostrare che essa presenta un punto di massimo per x = 0.697, che rappresenta dunque il numero d'onda (adimensionale) di massima instabilità.

## L'analisi di Rayleigh per un liquido viscoso
Lo stesso tipo di analisi, ma senza trascurare gli effetti dati dalla viscosità, portò Rayleigh ad ottenere un risultato molto diverso. Infatti, con questa ipotesi, il sistema è instabile rispetto ad ogni perturbazione longitudinale armonica, qualunque sia la sua lunghezza d'onda. Inoltre, non esiste un'onda finita di massima instabilità, perché la massima instabilità è ottenuta per x = 0, cioè per {\displaystyle \lambda \to \infty }